# جاناتان توگو
جاناتان توگو (انگلیسی: Jonathan Togo؛ زاده ۲۵ اوت ۱۹۷۷) یک هنرپیشه اهل ایالات متحده آمریکا است.

## گزیده فیلمشناسی
از فیلم‌ها یا برنامه‌های تلویزیونی که وی در آن نقش داشته‌است می‌توان به آثار زیر اشاره کرد.
- رودخانه میستیک (۲۰۰۳)
- قاضی ایمی (۲۰۰۳)
- سی‌اس‌آی: میامی (۲۰۰۴–۲۰۱۲)
- امور پنهانی (۲۰۱۳)
- لوسیفر (مجموعه تلویزیونی) (۲۰۱۷)